# Bombový útok v Istanbulu (červen 2016)
Bombový útok v Istanbulu se odehrál 7. června 2016 a vyžádal si 11 obětí na životech (7 policistů a 4 civilisté) a 36 zraněných. K útoku se přihlásila o několik dní později teroristická organizace Teyrêbazên Azadîya Kurdistan (TAK). Útok provedla mladá sebevražedná atentátnice z města Kızıltepe v se Sýrií sousedící turecké provincii Mardin. Její totožnost zveřejnila o několik dní později sama TAK.
Atentátnice byla pohřbena v rakvi pokryté vlajkou PKK.

## Pozadí
Istanbul byl v roce 2016 zasažen již dvěma bombovými útoky v lednu a březnu 2016, přičemž oba byly připsány Islámskému státu. Turecko bylo ve vysoké pohotovosti vzhledem k dalším teroristickým útokům v Ankaře v únoru a březnu, při kterých přišly o život desítky osob, a které byly připisovány kurdské teroristické organizaci TAK, označované jako "radikální křídlo zakázané PKK".

## Místo útoku
Cílem útoku byli policisté, kteří střídali stráž před fakultou věd a literatury Istanbulské univerzity. K útoku došlo na ulici Şehzadebaşı, před hotelem mezi autobusovou zastávkou Vezneciler a policejní stanicí. Místo útoku se nachází nedaleko Náměstí Beyazıt ve čtvrti Fatih, jedné z hlavních turistických atrakcí.

## Průběh útoku
K útoku došlo v ranní dopravní špičce. Bomba byla údajně dálkově odpálena. Očitý svědek tvrdil, že došlo k explozi bomby v autě, ale není jasné, zda auto bylo v pohybu nebo zaparkováno.
Exploze převrátila policejní autobus, poškodila okolní vozidla a těžce poškodila vchod do hotelu.
Univerzitní kolej, která byla blízko k místu exploze, byla poškozena, přičemž střepiny roztříštily okna a vchod do koleje. Škody byly hlášeny ze širokého okolí, včetně nedaleké Princovy mešity.